# Dolno Cerkoviște, Haskovo
Dolno Cerkoviște (în bulgară Долно Черковище) este un sat în comuna Stambolovo, regiunea Haskovo,  Bulgaria. 

## Demografie
Componența etnică a satului Dolno Cerkoviște
     Turci (97,2%)
     Bulgari (2,79%)
     Nicio identificare (0%)
     Altele (0%)
La recensământul din 2011, populația satului Dolno Cerkoviște era de 215 locuitori. Din punct de vedere etnic, majoritatea locuitorilor (97,2%) erau turci, cu o minoritate de bulgari (2,79%). Pentru 0,0% din locuitori nu este cunoscută apartenența etnică.